# Model European Union
Model European Union (MEU) – symulacje procesów polityki europejskiej, które odbywają się w pomieszczeniach Parlamentu Europejskiego w Strasburgu. Około 180 uczestników z całej Europy może odgrywać role nie tylko ministrów w Radzie czy europarlamentarzystów, ale również lobbystów, dziennikarzy albo tłumaczy.
MEU zazwyczaj odbywa się w miesiącach wiosennych, między marcem a majem.

## O Model European Union

### Konferencja

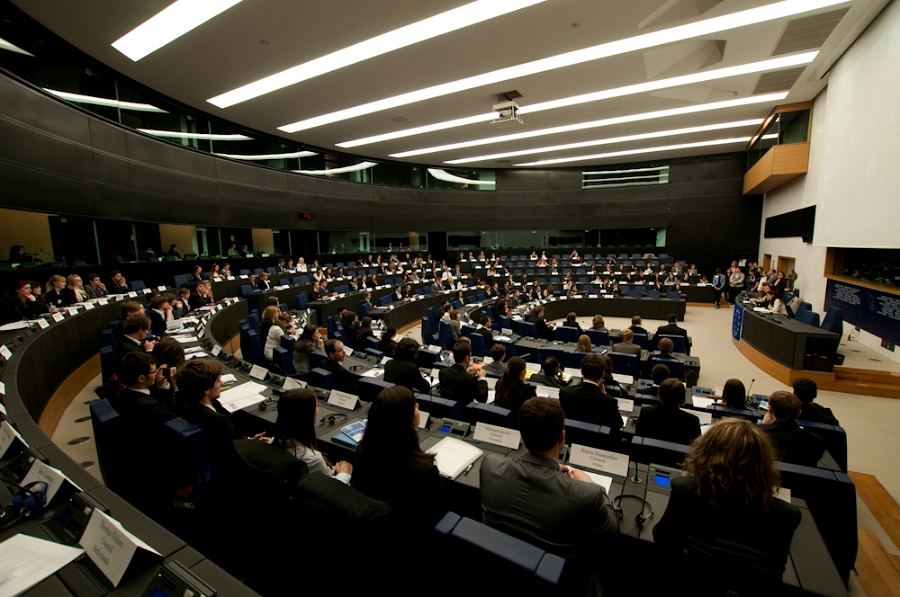
Plenum MEU

Model European Union to symulacje mechanizmów decyzyjnych Unii Europejskiej i przebiegających równolegle procesów politycznych. Wybierany rokrocznie zespół organizatorów wybiera dwie propozycje – dyrektywy lub rozporządzenia – które poddaje się pod obrady.
Uczestnicy odgrywają role: posłów do Parlamentu Europejskiego, ministrów w Radzie, tłumaczy, dziennikarzy albo lobbystów.
Podczas tygodniowych obrad uczestnicy dyskutują, debatują, negocjują i próbują osiągnąć kompromis w sprawie propozycji poddanych symulacjom. Odbywa się to rzeczywistych budynkach Parlamentu Europejskiego i według tych samych procedur, które obowiązują europarlamentarzystów.

### Propozycje – tematy w 2012
Podczas MEU 2012 symulacjom zostaną poddane:
- Propozycja Dyrektywy Parlamentu Europejskiego i Rady w sprawie użycia danych dotyczących przelotu pasażera (danych PNR) w celu przeciwdziałania, wykrywania i zwalczania terroryzmu i poważnych przestępstw.
- Propozycja Rozporządzenia Rady ustanawiającego Europejską Agencję Zarządzania Współpracą Operacyjną na Zewnętrznych Granicach Państw Członkowskich Unii Europejskiej.

Debaty będą odbywać się zgodnie z regułami zwykłej procedury prawodawczej (dawn. procedury współdecydowania) oraz specjalnej procedury prawodawczej (dawn. procedury konsultacji).
Zgodnie z regułami zwykłej procedury prawodawczej, Rada debatuje nad propozycją przedstawioną przez Komisję, przyjmuje poprawki oraz poddaje tak przygotowany dokument pod głosowanie. Analogicznie postępuje Parlament Europejski. Jest to procedura, która była symulowana rokrocznie od pierwszej edycji MEU.
Rada musi zawsze wziąć pod uwagę zdanie Parlamentu Europejskiego, który jest wobec niej równorzędnym współprawodawcą. Aby osiągnąć kompromis, ministrowie muszą kontaktować się z posłami do Parlamentu Europejskiego. Podczas MEU jest to zadanie szczególnie ważne, ponieważ reguły symulacji nie przewidują zwołania komitetu pojednawczego. Celem zapewnienia współpracy między Parlamentem Europejskim, Radą i Komisją organizowane są spotkania trójstronne.
W 2012 po raz pierwszy w historii MEU zostanie poddana symulacjom specjalna procedura ustawodawcza. Zgodnie z jej regułami, Rada przyjmuje akt prawny po przeprowadzeniu konsultacji z Parlamentem Europejskim i Komisją. Opinia przedstawiona przez Parlament Europejski nie jest wiążąca. Mimo to,
Rada nie może przyjąć aktu prawnego przed jej otrzymaniem.

### Miejsce

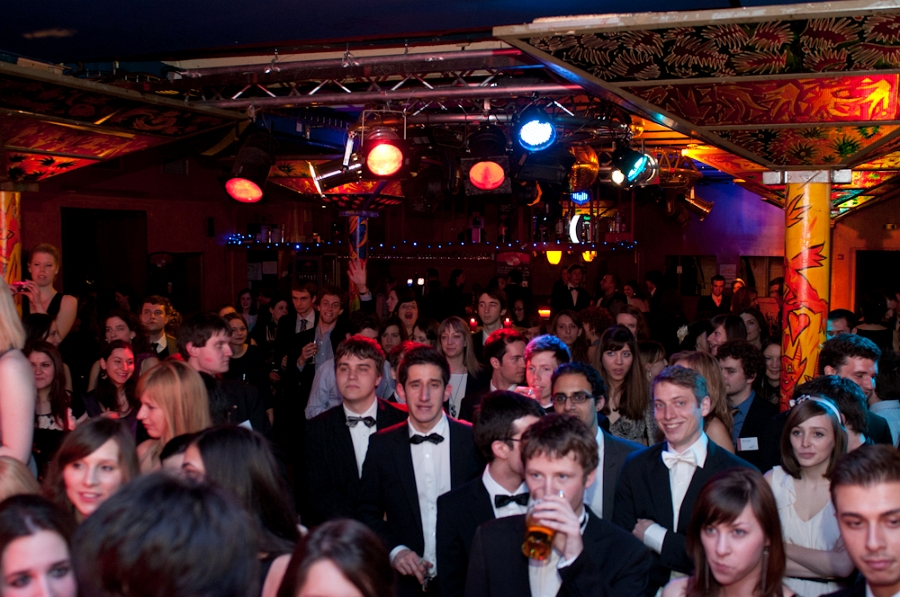
Gala charytatywna

MEU co roku odbywa się w pomieszczeniach Parlamentu Europejskiego w Strasburgu. Dzięki temu, symulacje nabierają charakteru maksymalnie zbliżonego do rzeczywistości, gdyż uczestnicy zajmują nie tylko stanowiska, ale również fotele europarlamentarzystów.
Uczestnicy i personel pomocniczy mają zapewnione zakwaterowanie w jednym lub dwóch hotelach tak, by zapewnić możliwie najniższy koszt pobytu. Miejsca zakwaterowania są dobierane bardzo starannie. Podczas dokonywania wyboru, organizatorzy biorą pod uwagę komfort uczestników oraz drogę, jaką będą musieli pokonać, by dostać się do miejsca obrad – budynku im. Louise Weiss, strasburskiej siedziby Parlamentu Europejskiego.
Podczas poprzednich edycji organizatorzy przygotowywali dla uczestników zwiedzanie miasta – tak, aby w swoim napiętym harmonogramie mieli również czas na odpoczynek.
Uczestnicy otrzymują również informację co do sugerowanych miejsc wieczornych posiłków czy rozluźnienia się. Wszystkie proponowane miejsca czy wydarzenia są przemyślane i sprawdzone.

### Organizatorzy

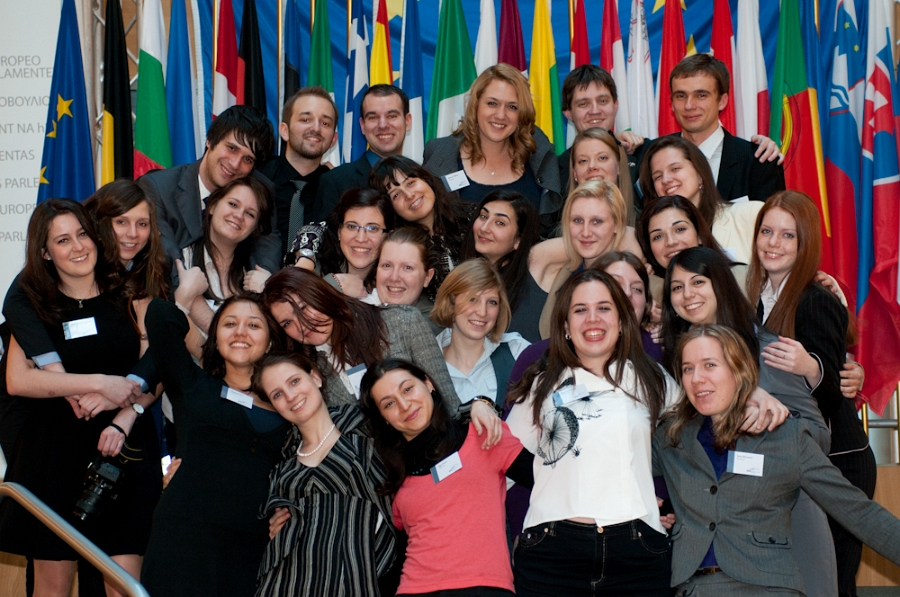
Organizatorzy MEU

Skład zespołu organizacyjnego zmienia się wraz z każdą kolejną edycją MEU. Zmieniają się nie tylko członkowie zespołu, ale również jego struktura, która dostosowuje się do potrzeb przygotowywanej edycji.
Członkowie zespołu wybierani są głównie przez kierownika oraz jego zastępcę. Spośród szerokiego grona aplikujących, do zespołu wybierane są osoby o kwalifikacjach najbardziej odpowiadających wymaganiom stanowiska, o które się starają. Dodatkowym celem, jakim kierują się kierownicy, jest zapewnienie, by każdy członek zespołu zdobył jak największe i najlepsze doświadczenie.
W każdym kraju, którego rezydenci mogą brać udział w procedurze aplikacyjnej, działa jemu właściwy oficer łącznikowy (Country Liaison Officer). Głównym zadaniem oficerów łącznikowych jest promowanie symulacji na przyporządkowanym terytorium.
Model European Union (MEU) jest projektem stowarzyszenia BETA e.V. (Bringing Europeans Together Association), które nadzoruje każdoroczne procedury oraz mianuje kierownika projektu

### BETA e.V.
Bringing Europeans Together Association e.V. to niezależne politycznie, europejskie stowarzyszenie o charakterze non-profit. Głównym celem działalności stowarzyszenia jest promocja integracji europejskiej oraz porozumienia ponad granicami niezależnie od koloru skóry, płci, orientacji seksualnej, religii, narodowości, kultury lub różnic społecznych.
Członkami BETA są młodzi Europejczycy, którzy z oddaniem działają na rzecz integracji europejskiej. Wszyscy podzielają wiarę w podstawowe wartości, tworzące fundament, na którym zbudowano Unię Europejską.
BETA stanowi dowód, że ludzie różnych narodów, kultur i środowisk, zaangażowani politycznie bądź nie, potrafią dzięki współpracy zrealizować ogromny projekt, jakim jest strasburskie MEU.

## Historia
Model European Union to symulacje cieszące się bogatym doświadczeniem, które z roku na rok umożliwia doskonalenie przyjętej formuły. Ich początek sięga pomysłowi, na jaki wpadła grupa młodych ludzi, którzy dzięki swojej wizji oraz sile woli stworzyli symulacje pozwalające studentom z całej Europy zrozumieć i sprawdzić w praktyce mechanizmy decyzyjne UE. Po pięciu edycjach, MEU pozostaje najlepszymi na świecie symulacjami europejskiej polityki.
|      | Organizatorzy                     | Liczba złożonych aplikacji | Liczba uczestników | Liczba reprezentowanych państw | Temat A | Temat B |
| 2007 | AEGEE                             | b.d.                       | 150                | b.d.                           | Rozporządzenie w sprawie. instrumentu finansowego dla Bałkanów Zachodnich (z Kosowem wpisanym na listę państw-adresatów) | Rozporządzenie w sprawie kształcenia nieformalnego |
| 2008 | Nieformalny komitet organizacyjny | 250                        | 100                | 25                             | Rozporządzenie w sprawie udzielania licencji przymusowych na patenty dotyczące wytwarzania produktów farmaceutycznych    | Dyrektywa w sprawie przepisów, regulacji oraz decyzji administracyjnych w związku z reklamą i sponsoringiem w odniesieniu do branży napojów alkoholowych                                         |
| 2009 | BETA e.V.                         | 400                        | 120                | 26                             | Akt dotyczący wyborów przedstawicieli do Parlamentu Europejskiego w powszechnych wyborach bezpośrednich                  | Rozporządzenie określające normy emisji dla nowych samochodów osobowych w ramach zintegrowanego podejścia Wspólnoty na rzecz obniżenia poziomów emisji CO2 pochodzących z samochodów dostawczych |
| 2010 | BETA e.V.                         | 800                        | 180                | 27                             | Rozporządzenie w sprawie genetycznie zmodyfikowanej żywności i paszy                                                     | Dyrektywa w sprawie wspólnych norm i procedur stosowanych przez państwa członkowskie w odniesieniu do powrotów nielegalnie przebywających obywateli państw trzecich                              |
| 2011 | BETA e.V.                         | 1076                       | 180                | 27                             | Dyrektywa w sprawie stosowania praw pacjentów w transgranicznej opiece zdrowotnej                                        | Dyrektywa w sprawie pracy tymczasowej |

## Role

### Ministrowie w Radzie

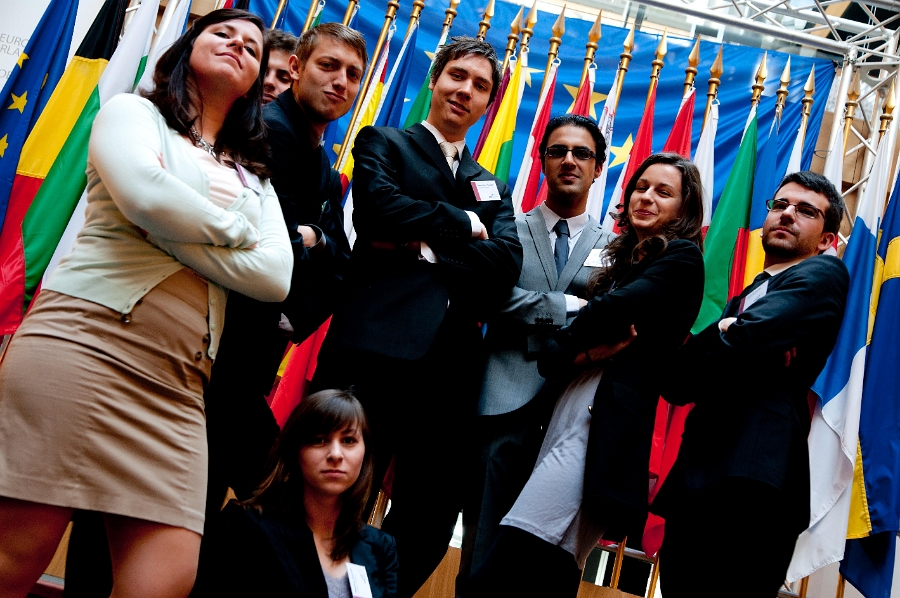
MEU: Ministrowie

Rada (dawn. Rada Unii Europejskiej) składa się z przedstawicieli 27 rządów państw członkowskich. Zbierają się oni, aby omawiać sprawy związane z polityką i prawodawstwem europejskim. Rada przybiera różny skład w zależności od poruszanej tematyki (np. Rada ds. Ogólnych, ds. Zagranicznych, ds. Gospodarczych i Finansowych itd.).
Podczas MEU, ministrowie mają reprezentować interesów przypisanych im państw oraz ściśle współpracować z Parlamentem Europejskim w procesie prawodawczym. Aby zdobyć wymaganą większość głosów popierającą ich stanowisko, ministrowie dążą do zbudowania odpowiedniej koalicji – poprzez formalne debaty, rozmowy w kuluarach i poza parlamentem, odpowiednie taktyki negocjacyjne oraz współpracę z lobbystami. W przeciwieństwie do Komisji czy Parlamentu Europejskiego, ministrowie kierują się wyłącznie interesami swoich państw.

### Posłowie do Parlamentu Europejskiego

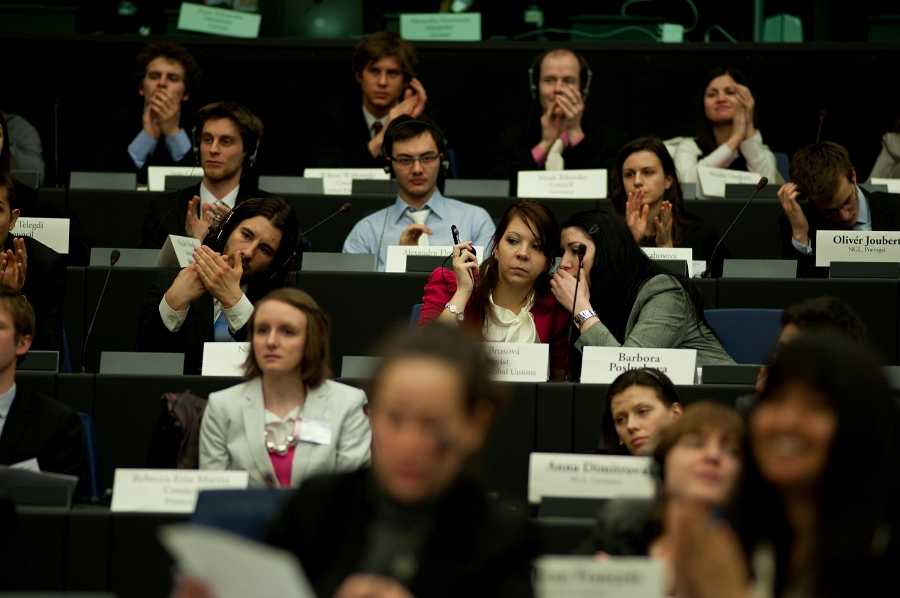
MEU: Posłowie do PE

Uczestnicy odgrywający role europarlamentarzystów swoją pracę zaczynają od wypracowania ze swoimi kolegami z frakcji konsensusu w sprawie obu propozycji przedstawionych przez Komisję. Ich kolejnym zadaniem jest poszukiwanie kompromisu, na który zgodzą się Parlament i Rada.
Posłowie do Parlamentu Europejskiego są wybierani w wyborach bezpośrednich. Ich zadaniem jest reprezentowanie interesów obywateli UE, tak by zostały uwzględnione w prawodawstwie europejskim. Praca Parlamentu Europejskiego opiera się – tak, samo jak w parlamentach narodowych – na pracy parlamentarzystów przynależących do różnych grup. Te grupy – frakcje – są głównymi aktorami podczas debat w sprawie propozycji prawodawczych przedstawionych przez Komisję, stanowisk przedstawionych przez Radę, świeżo opublikowanych raportów czy innych bieżących spraw europejskich.
W „symulowanym” parlamencie reprezentowane są wszystkie frakcje rzeczywiście zasiadające w Parlamencie Europejskim: Europejskia Partia Ludowa (EPP), Postępowy Sojusz Socjalistów i Demokratów (S&D), Porozumienie Liberałów i Demokratów na rzecz Europy (ALDE), Europejscy Konserwatyści i Reformatorzy (ECR), Zieloni – Wolny Sojusz Europejski (Greens/EFA), Zjednoczona Lewica Europejska – Nordycka Zielona Lewica (GUE/NGL), Europa Wolności i Demokracji (EFD). W czasie debat toczonych podczas symulacji często oczekuje się, że uczestnicy będą bronić linii przyjętej przez frakcję, do której należą. Mimo to, mogą zająć inne stanowisko.

#### Posłowie niezrzeszeni
Jedna z innowacji wprowadzonych do MEU 2012 jest obecność posłów niezrzeszonych. Każdemu z uczestników grających taką rolę przypisuje się określone poglądy. Posłowie niezrzeszeni sa zobowiązani do wygłaszania przemówień przed parlamentem oraz do uczestnictwa w dyskusjach różnych frakcji. Rola posła niezrzeszonego jest niezwykle interesująca i emocjonująca, ponieważ ich głównym zadaniem jest debatowanie z różnymi frakcjami oraz dążenie do wypracowania przez nie kompromisu.

### Dziennikarze

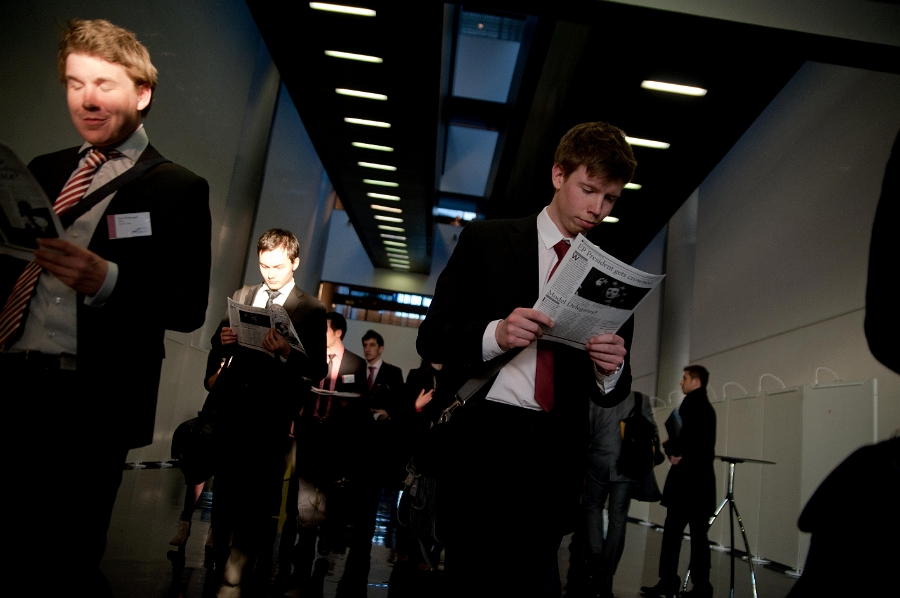
MEU: Prasa

Do dziennikarzy należy jedno z najbardziej ekscytujących zadań – kształtowanie opinii publicznej oraz tym samym wpływanie na najważniejsze decyzje.
Dziennikarze poddają analizie wszystkie działania Parlamentu Europejskiego i Rady. Następnie, poprzez swoje teksty publikowane w wydawanej każdego dnia gazecie, nie tylko umożliwiają wszystkim uczestnikom zapoznanie się z aktualnym stanem obrad, ale również „wymuszają” na organach decyzyjnych wzięcie pod uwagę zdania opinii publicznej.
Podczas MEU nie ma żadnych przerw od odgrywania swojej roli. Każda informacja ma znaczenie, niezależnie od tego, czy została zdobyta czasie obrad, czy w czasie „wytchnienia”.
Symulacje to dla uczestników grających rolę dziennikarzy niezwykła okazja, by poznać od podszewki różne gatunki publikacji prasowych. Ich zadaniem będzie wydawanie dwóch tytułów – tabloidu oraz dziennika. Dzięki temu, uczestnicy będą mogli zapoznać się ze wszystkimi aspektami wydawania prasy – planowaniem zawartości wydawnictwa prasowego, pisaniem artykułów, przeprowadzaniem wywiadów, robieniem zdjęć, edytowaniem i opracowaniem graficznym. Praca dziennikarzy zaczyna się jeszcze przed oficjalnym otwarciem symulacji – ich pierwszym zadaniem jest przygotowanie artykułu przedkonferencyjnego. Ich ostatnim zadaniem jest pomoc w opracowaniu broszury opisującej wyniki edycji, w której brali udział.

### Lobbyści

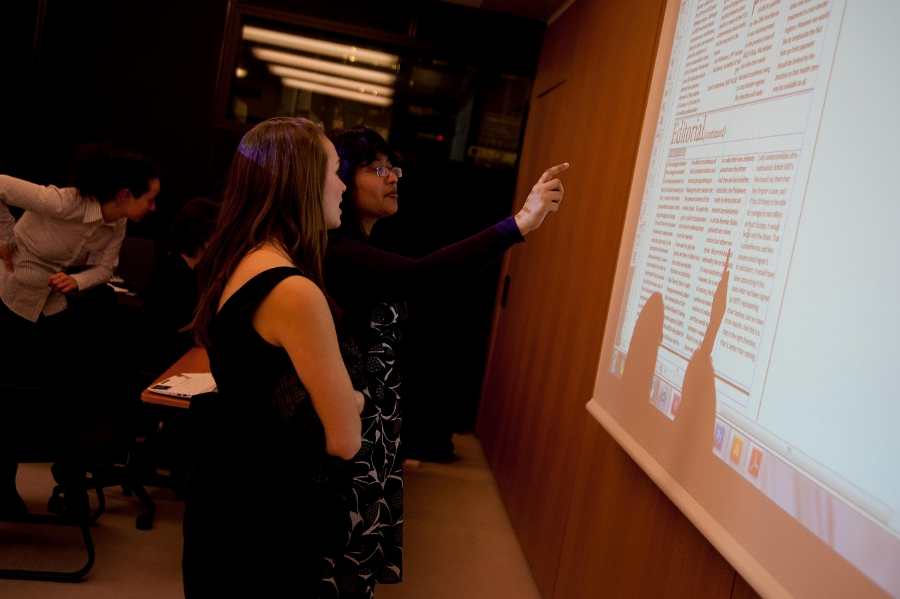
MEU: od kuchni

Lobbyści to osoby, które zawodowo zajmują się reprezentowaniem interesów osób lub organizacji trzecich. Uczestniczą w każdym wydarzeniu o charakterze politycznym, reprezentując grupy interesu lub określone stanowiska wobec organów prawodawczych. Zatrudniają ich wszyscy, począwszy od grup przedsiębiorców, przez zrzeszenia pracowników, organizacje pozarządowe, think-tanki po grupy reprezentujące konkretne zbiorowości.
Podczas symulacji lobbyści pracują zarówno w pojedynkę, jak i w ramach koalicji, reprezentując określone podmioty. Do ich zadań będzie należeć m.in. śledzenie przebiegu obrad w Parlamencie Europejskim i Radzie, przeprowadzanie analiz, informowanie pozostałych uczestników o spodziewanych skutkach możliwych rozwiązań prawnych. Ich głównym celem będzie zdobycie poparcia wystarczającego do obrony reprezentowanych przez nich interesów, zarówno w Parlamencie Europejskim, jak i Radzie.
Dla osiągnięcia celu, lobbyści mogą nawiązywać kontakty z politykami niezależnie od czasu i miejsca, przez cały okres od początku do końca MEU, włączając w to czas przeznaczony na posiłki, relaks lub życie towarzyskie. Mogą również wykorzystywać przekaz medialny – aby zaognić debatę, rozpowszechnić reprezentowane stanowisko lub poddać krytyce stanowiska innych osób lub instytucji. Muszą jednak uważać, by nie stracić przy tym czyjejś sympatii.

### Tłumacze
Tłumacze zdecydowanie ułatwiają porozumienie między ludźmi mówiącymi różnymi językami. Ich obecność jest potrzebna w wielu różnych sytuacjach, np. w czasie konferencji, prowadzenia negocjacji albo podczas debat na forum organizacji międzynarodowych, w tym Unii Europejskiej. W swoim przekładzie oddają zarówno treść, jak i formę, czy to tłumacząc czyjąś wypowiedź w jej trakcie (tłumaczenie symultaniczne), czy już po jej zakończeniu (tłumaczenie konsekutywne).
Ze względu na szczególnie wymagający charakter pracy, tłumacze zazwyczaj dobierani są w pary. Poza swoim językiem ojczystym (język A), tłumacze zwykle posługują się biegle kilkoma innymi językami, których znajomość dzieli się na „czynną” (języki B) i „bierną” (języki C). O ile w czasie konferencji tłumacze dokonują przekładu tak na języki A, jak i języki B, to w instytucjach UE tłumaczy się wyłącznie na język ojczysty.
Podczas MEU, tłumacze będą dokonywać przekładu wyłącznie z angielskiego na swoje języki ojczyste, tak w czasie sesji parlamentu, jak i podczas konferencji prasowych. Wyjątkiem będzie jedna sesja, podczas której być może będzie się od nich wymagało tłumaczenia z ich języka ojczystego na angielski. Jest to tzw. Dzień Języka Ojczystego, podczas którego uczestnicy symulacji mogą doświadczyć rzeczywistych warunków debaty w Parlamencie Europejskim.

### Role dodatkowe

#### Sekretarz frakcji

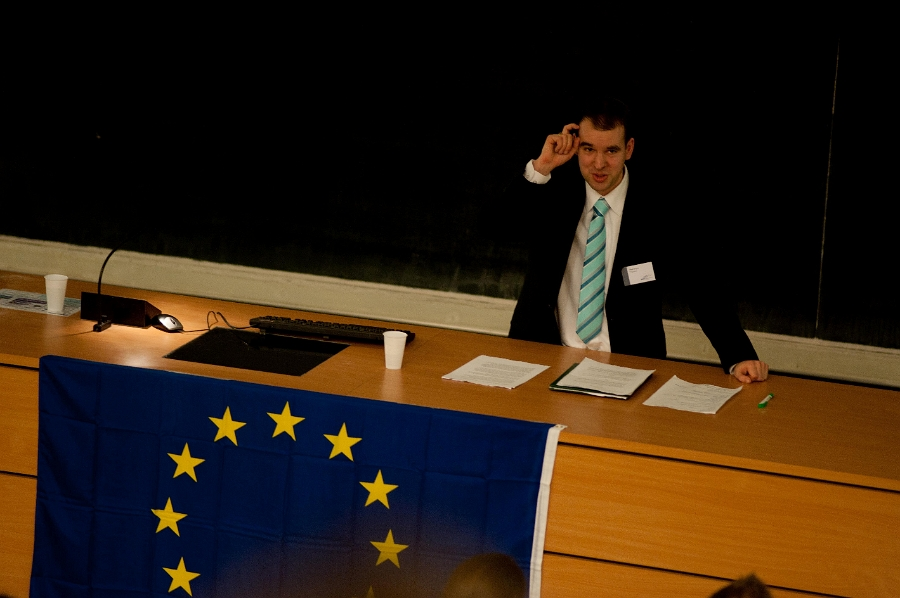
MEU: Komisja

Jest to rola opcjonalna i dodatkowa, która podczas MEU mogą odgrywać posłowie do Parlamentu Europejskiego. Osoba wybrana na sekretarza nie przestaje odgrywać swojej roli posła do Parlamentu Europejskiego.
Podstawowym zadaniem sekretarzy jest organizowanie pracy frakcji w okresie poprzedzającym otwarcie konferencji – przygotowywanie spotkań czy nadzór nad przygotowaniem wspólnych stanowisk wszystkich członków frakcji.
Po rozpoczęciu symulacji, sekretarze zorganizują pierwsze rzeczywiste spotkania poszczególnych frakcji, podczas których zostaną wyłonieni przewodniczący frakcji. Każdy sekretarz może wystawić swoją kandydaturę na przewodniczącego. Jeśli zostanie wybrany, frakcja musi dokonać wyboru nowego sekretarza. W innym wypadku, dana osoba zachowuje swoje stanowisko i jest odpowiedzialna za sprawy administracyjne frakcji.

#### Przewodniczący frakcji
Przewodniczący, wybierany podczas pierwszego spotkania frakcji, pełni w niej niezwykle ważne funkcje. Wraz z sekretarzem jest odpowiedzialny za koordynację prac całej frakcji, a ponadto przewodniczy spotkaniom frakcji i organizuje przygotowywanie poprawek do aktów prawodawczych, nad którymi toczy się debata. Na początku debaty nad każdą propozycją, wszyscy przewodniczący wygłaszają krótkie przemówienie, w którym przedstawiają stanowisko swojej frakcji.

## Procedura aplikacyjna

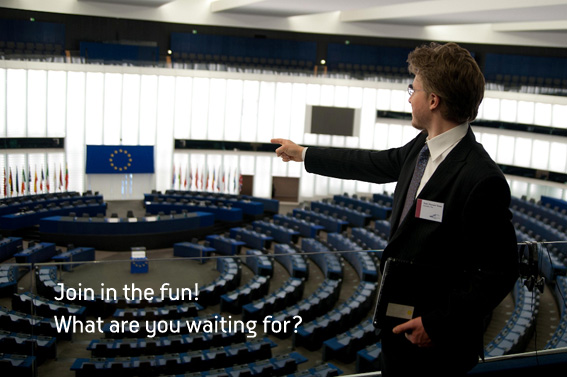
„Dołącz do nas!”

Procedura aplikacyjna jest otwarta dla wszystkich osób w wieku od 18 do 26 lat na stałe zamieszkujących w jednym z państw członkowskich Unii Europejskiej, państw członkowskich EFTA, Turcji albo Chorwacji.
Zgłoszenia przyjmowane są zazwyczaj od końca listopada do początku nowego roku kalendarzowego (stycznia). Aby się zgłosić, należy wypełnić on-line formularz aplikacyjny, a także napisać krótki list motywacyjny oraz esej na jeden z pięciu tematów.
Kolejny etap to ocena nadesłanych zgłoszeń. Organizatorzy wybierają najlepsze aplikacje, opierając się na sprawiedliwych, ściśle określonych kryteriach.
Ostatni etap polega na przesłaniu odpowiedniej informacji do wszystkich osób, które nadesłały swoje zgłoszenia, niezależnie od osiągniętego przez nich wyniku.